# McLaren Group
McLaren Group (Grupo McLaren en español), es un grupo de empresas británico dedicado a la industria automotriz de alto rendimiento.
El grupo tiene empresas de diversas ramas, tales como: componentes electrónicos de automóviles (McLaren Electronic Systems), tecnologías aplicadas (McLaren Applied Technologies), cáterin (Absolute Taste) y autódromos (Lydden Hill). Inicialmente, el fabricante de coches de carretera McLaren Automotive, había sido fundado como desprendimiento de la escudería McLaren, pero finalmente y tras la salida de Ron Dennis del directorio en 2017, forma parte del Grupo McLaren desde ese mismo año.

## Historia
En sus inicios, McLaren Automotive fue fundada con el nombre "McLaren Cars" el 2 de diciembre de 1985, como un fabricante de automóviles deportivos, con base en la tecnología utilizada en la Fórmula 1 por el equipo McLaren.
En 2020, reportó una disminución en sus ingresos totales con respecto al año inmediato anterior por 771 660 000 £, un incremento en el beneficio de explotación de 143 813 000 £ y un decremento en su beneficio neto de 641 162 000 £. Además, su plantilla tenía un total de 4159 empleados.

## Socios y subsidiarias
El Grupo McLaren tiene varios socios, tales como la empresa SAP, encargada de su base de datos; y de la empresa de auditoría y asesoría KPMG.
También usa diversos productos Logitech para crear una cultura de alto desempeño y permitir que sus equipos y los pilotos individuales den lo mejor de sí.
En su expansión global, se veía en la necesidad de mejorar la colaboración entre sus oficinas, trabajadores remotos, agencias y personal en el circuito de carreras. La empresa también quería capacitar a sus empleados con mejores herramientas para el lugar de trabajo moderno y para realizar funciones exclusivas. Para lograr esos objetivos, el equipo de tecnología de la información (TI), decidió dotar de video los espacios de reuniones de la empresa en todo el mundo. Buscaban una solución escalable que se ajustara a sus presupuestos, pudiera mantenerse globalmente y fuera coherente con el diseño y la estética del fabricante.
La solución a estos requerimientos fue la instalación de cámaras para conferencias Logitech con conexión USB en distintos entornos; y cámaras web Logitech con resolución 4K para uso en escritorios y pistas. También se instalaron consolas Logitech en salas de reuniones, que era esencial para mantener la conexión entre los usuarios.
A su vez, empresas de su propiedad proveen a categorías del mundo motor, como por ejemplo: McLaren Electronic Systems, que suministra tecnología a la IndyCar Series, NASCAR y Fórmula E.
Arrow McLaren SP también ha sido importante últimamente para el equipo McLaren Racing en IndyCar y América del Norte, ya que representa a tres entidades: Arrow Electronics, McLaren Racing y Schmidt Peterson Motorsports. Estas entidades decidieron unirse a finales de 2019 para lograr un objetivo en común: competir en la NTT INDYCAR SERIES y las 500 Millas de Indianápolis.
Este nuevo equipo comenzó en 2020, 20 años después de su última participación completa en IndyCar, con una primera temporada de competición que destacó por el cuarto puesto en el campeonato de conductores y el premio de Novato del Año de las 500 Millas de Indianápolis para Patricio O'Ward, además de los seis podios logrados por el resto del equipo.

## McLaren Technology Group
El Grupo McLaren, que incluye al equipo de Fórmula 1, cambió su nombre a "McLaren Technology Group" para reflejar la diversificación de la compañía hacia la tecnología aplicada, más allá de las carreras. Sus compañías emplean a más de 3000 personas, tres cuartas partes de las cuales no están implicadas en actividades de deportes de motor.

“Hemos probado durante mucho tiempo nuestras capacidades en los circuitos del mundo, y la Fórmula Uno es y siempre será un área central de actividad para nosotros”. “Sin embargo, hace algún tiempo pusimos a McLaren en el camino de la diversificación, y como resultado somos hoy mucho más que sólo un equipo de carreras…”
dijo el entonces presidente y director ejecutivo del grupo: Ron Dennis.

También se empezó a construir un nuevo centro de tecnología aplicada de 57 000 m² (14,1 acres) en su sede de Woking, al sur de Inglaterra, para duplicar su superficie actual. McLaren Applied Technologies ofrece conocimientos y ayuda a una serie de industrias, tales como: petróleo, gas, salud, farmacéuticas, aviación y servicios financieros.

## Unificación y reestructuración
Aunque McLaren es una sola entidad, siempre ha sido un grupo de organizaciones separadas creadas bajo un misma empresa, conocida simplemente como "McLaren". Tras la salida de Ron Dennis como accionista de la compañía, han decidido modificar su estructura y unificar todas sus compañías en una sola, con varias divisiones.
Antes existían dos principales estructuras: McLaren Automotive y McLaren Technology Group. La primera era encargada del desarrollo y comercialización de coches de calle de la marca, mientras que la otra aglutinaba la división de competición McLaren Racing y el equipo de Fórmula 1; y McLaren Applied Technologies, una división de la empresa destinada a la consultoría de ingeniería, que operaba igual que Lotus Engineering y Williams Advanced Engineering. Así, tanto McLaren Automotive como McLaren Technology Group, estarán reunidas bajo la misma estructura corporativa con el nombre de "McLaren Group".
El principal motivo para esta reestructuración es el de eliminar las posibles barreras e inconvenientes administrativos, generados por la existencia de dos empresas separadas legalmente, aunque estuvieran ubicadas en la misma dirección. Con esto, también se consigue que dicha entidad obtenga mayor valor, al haberse unificado en conjunto todos los activos de la empresa.

## Despidos masivos
Ante la crisis económica provocada la pandemia de COVID-19, la empresa se ha visto en la necesidad de despedir a gran parte de sus empleados. Tras la suspensión de la actividad productiva, la baja en las ventas de automóviles y la cancelación de varias fechas de la temporada 2020 de Fórmula 1, los ingresos de la compañía se han visto disminuidos de manera significativa. Además, se han visto en la necesidad de despedir a 1200 empleados de las áreas de coches de calle, automovilismo y tecnología. Con estas medidas, la empresa se desharía de más de una cuarta de su personal, que hasta antes de dicha pandemia era de casi 4000 trabajadores.

## Rumores de compra por parte de Audi
A finales de 2021, se había rumoreado sobre la compra del Grupo McLaren por parte de Audi, marca alemana del Grupo VAG, a su vez propietaria de otras marcas como Lamborghini y Porsche. Se hablaba de que este movimiento guardaba una relación directa con el deseo del Grupo VAG de ingresar en la Fórmula 1, a través de un equipo ya existente previamente, argumentando mayores facilidades de acceso a las tecnologías necesarias para ser competitivos de la mano de un equipo ya constituido, que estableciendo un equipo de cero.
Tales rumores fueron rechazados de plano por el director ejecutivo de McLaren, Zak Brown, quien si bien confirmó la existencia de conversaciones con representantes de la casa alemana, aseguró que ni el equipo, ni el grupo están a la venta y que los accionistas de McLaren Group llevaron adelante fuertes inversiones con tal de mantener a la escudería y al grupo en pie.

## Venta del McLaren Technology Centre
En abril de 2021, el Grupo McLaren anunció la venta de sus instalaciones históricas de Woking al fondo Global Net Lease, como parte de una acción de reestructuración financiera encarada por el grupo. La venta del icónico edificio, diseñado por Norman Foster a pedido de Ron Dennis, fue cerrada por un valor equivalente a 170 000 000 £. Pese a la venta, Global Net Lease y McLaren firmaron además un contrato de comodato por 20 años, por el cual McLaren continuaría utilizando las instalaciones, mientras dure su proceso de reestructuración.

## Financiación del desarrollo del McLaren Artura
A mediados de 2022, McLaren anunció el comienzo del desarrollo de un nuevo superdeportivo híbrido eléctrico enchufable, que fue dado a conocer con el nombre de McLaren Artura. El automóvil en cuestión fue presentado en julio de ese año, siendo considerado una gran apuesta por parte del fabricante inglés en el segmento de los superdeportivos híbridos.